# Бількгайм
Бількгайм (нім. Bilkheim) — громада в Німеччині, розташована в землі Рейнланд-Пфальц. Входить до складу району Вестервальд. Складова частина об'єднання громад Вальмерод.
Площа — 2,65 км2. Населення становить 473 ос. (станом на 31 грудня 2020).

## Галерея

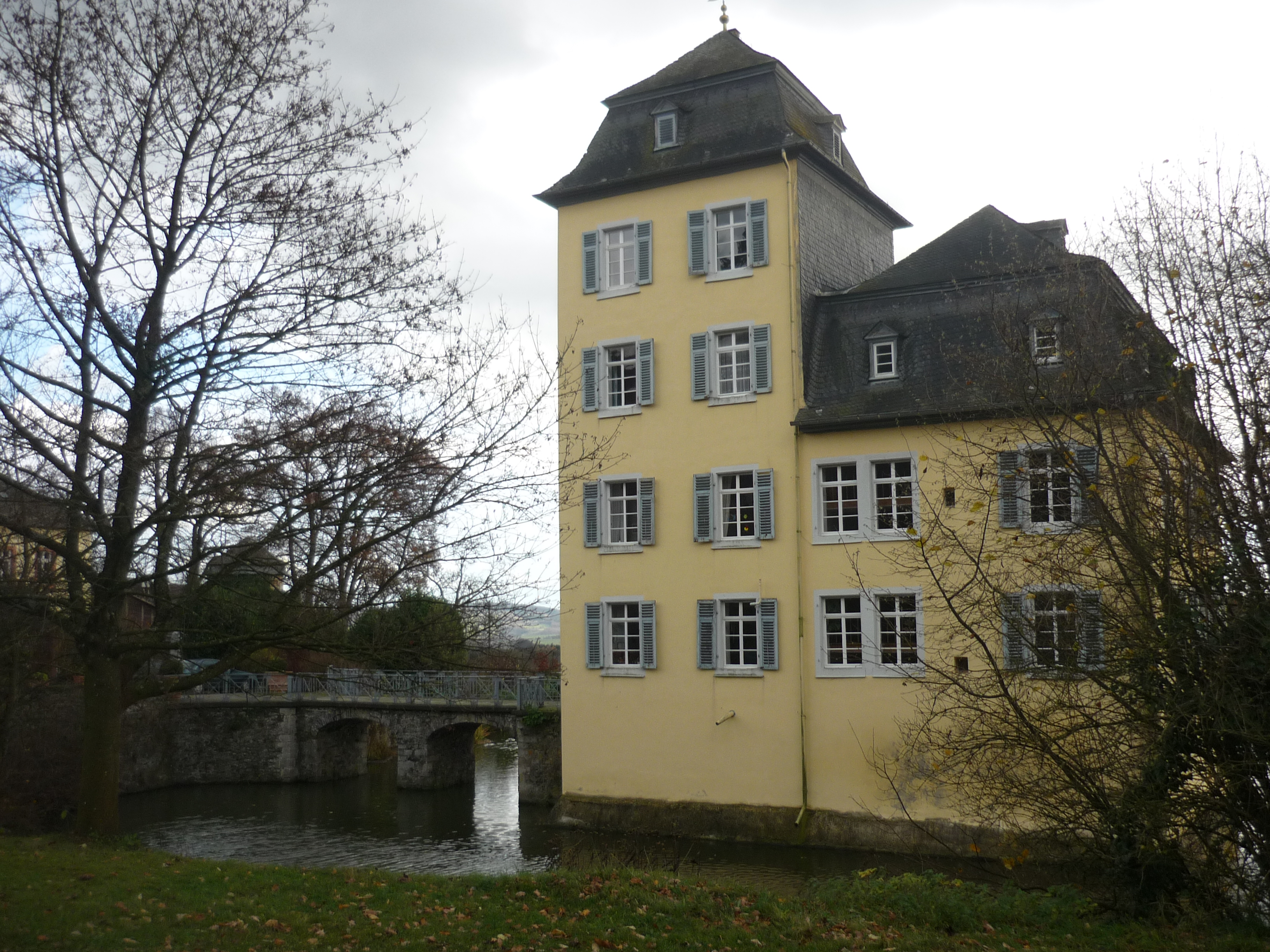